# Łabunie (gemeente)
De gemeente Łabunie is een landgemeente in het Poolse woiwodschap Lublin, in powiat Zamojski.
De zetel van de gemeente is in Łabunie.
Op 30 juni 2004 telde de gemeente 6273 inwoners.

## Oppervlakte gegevens
In 2002 bedroeg de totale oppervlakte van gemeente Łabunie 87,48 km², waarvan:
- agrarisch gebied: 74%
- bossen: 20%

De gemeente beslaat 4,67% van de totale oppervlakte van de powiat.

## Demografie
Stand op 30 juni 2004:
| Omschrijving                   | Totaal | Totaal | Vrouwen | Vrouwen | Mannen | Mannen |
| ------------------------------ | ------ | ------ | ------- | ------- | ------ | ------ |
| eenheid                        | aantal | %      | aantal  | %       | aantal | %      |
| inwoners                       | 6273   | 100    | 3231    | 51,5    | 3042   | 48,5   |
| bevolkingsdichtheid (inw./km²) | 71,7   | 71,7   | 36,9    | 36,9    | 34,8   | 34,8   |

In 2002 bedroeg het gemiddelde inkomen per inwoner 1304,04 zł.

## Administratieve plaatsen (sołectwo)
Barchaczów, Bródek, Dąbrowa, Łabunie, Łabunie-Reforma, Łabuńki Drugie, Łabuńki Pierwsze, Majdan Ruszowski, Mocówka, Ruszów, Ruszów-Kolonia, Wierzbie, Wólka Łabuńska.

## Aangrenzende gemeenten
Adamów, Komarów-Osada, Krynice, Sitno, Zamość